# Helictopleurus heidiae
Helictopleurus heidiae är en skalbaggsart som beskrevs av Olivier Montreuil 2007. Helictopleurus heidiae ingår i släktet Helictopleurus och familjen bladhorningar. Inga underarter finns listade i Catalogue of Life.